# Pietro Maestroni
Pietro Maestroni (Casalpusterlengo, 21 maggio 1911 – 16 dicembre 1988) è stato un calciatore italiano, di ruolo centrocampista.